# 固定局
固定局（こていきょく）は、無線局の種別の一つである。

## 定義
総務省令電波法施行規則第4条第1項第1号に「固定業務を行う無線局」と定義している。 
この固定業務とは、第3条第1項第1号に「一定の固定地点の間の無線通信業務（陸上移動中継局との間のものを除く。） 」と定義している。

## 概要
定義を敷衍してみるとおり、単に陸上に固定された無線局のことではなく、通信の相手方も固定された無線局のみである無線局のことである。
但し、固定された無線局であっても陸上移動中継局との通信はできない。
この為、移動体との通信は陸上では基地局を、船舶無線や航空無線では海岸局や航空局あるいは携帯基地局を介して接続されることとなる。
固定局は、移動業務に携わる目的で免許状を交付しないため、陸上に開設されていても陸上局にはならない。
主に利用されているのは、マイクロ波（3GHz～30GHz）による固定マイクロ通信として、数km～数十km離れた固定地点間の通信を担う。
具体的には、電話回線の中継、テレビジョン基幹放送の中継、地方公共団体間のネットワーク構築等である。
電気通信事業者などでは同一の無線設備で固定局と基地局との二重免許を取得することもある。
局舎も基地局などと、地上基幹放送の送信所や中継局では地上基幹放送局と併設されることもある。
また、同報系防災行政無線にも用いられる。
役所から屋外拡声器に至るまで、固定地点間の通信を担う。

## 免許
外国籍の者に免許は原則として与えられないことは電波法第5条第1項に定められているが、例外として第2項に
- 第5号　特定の固定地点間の無線通信を行う無線局（実験等無線局、アマチュア無線局、大使館、公使館又は領事館の公用に供するもの及び電気通信業務を行うことを目的とするものを除く。）
- 第6号　大使館、公使館又は領事館の公用に供する無線局（特定の固定地点間の無線通信を行うものに限る。）であつて、その国内において日本国政府又はその代表者が同種の無線局を開設することを認める国の政府又はその代表者の開設するもの）
- 第8号　電気通信業務を行うことを目的として開設する無線局

があり、外国人や外国の会社・団体でも固定局を開設できる。 
引用の促音の表記は原文ママ
種別コードはFX。
有効期間は免許の日から5年。但し、当初に限り有効期限は5年以内の一定の11月30日となる。（沿革を参照）
ほとんどの場合、特定無線設備の技術基準適合証明等に関する規則により認証された適合表示無線設備を使用することとなるので簡易な免許手続の規定が適用され、予備免許や落成検査が省略されて免許される。
- 特定無線設備が制度化される以前は、無線機器型式検定規則による検定に合格した「検定合格機器」によるものが、簡易な免許手続の対象とされていた。

用途
局数の推移に見るとおり、防災行政用、水防水利道路用、電気通信業務用が多数を占める。

### 旧技術基準の機器の使用
無線設備規則のスプリアス発射等の強度の許容値に関する技術基準改正

により、旧技術基準に基づく無線設備が条件なしで免許されるのは「平成29年11月30日」まで
、
使用は「平成34年11月30日」まで

とされた。
対象となるのは、
- 「平成17年11月30日」[5]までに製造された機器、型式検定に合格した検定合格機器[6]または認証された適合表示無線設備[7]
- 経過措置として、旧技術基準により「平成19年11月30日」までに製造された機器[8]、型式検定に合格した検定合格機器[9]または認証された適合表示無線設備[10]

である。
新規免許は2017年（平成29年）12月1日以降はできないが、使用期限はコロナ禍により「当分の間」延期された。
なお、検定合格機器は設置が継続される限り検定合格の効力は有効とされるので、新たに使用期限が設定されても設置し続ける限り使用可能で再免許も可能。
詳細は無線局#旧技術基準の機器の使用を参照。

## 運用
無線局運用規則第4章 固定業務、陸上移動業務及び携帯移動業務の無線局、簡易無線局並びに非常局の運用による。

## 操作
固定局は、政令電波法施行令第3条第2項第6号に規定する陸上の無線局であり、最低でも第三級陸上特殊無線技士以上の無線従事者による管理（常駐するという意味ではない。）を要するのが原則である。
地上基幹放送局と地上基幹放送試験局の無線設備を制御する放送事業用固定局では、空中線電力2kWを超えるテレビジョン基幹放送の制御用であれば第一級陸上無線技術士による、それ以外は第二級陸上無線技術士以上による管理を要する。
但し受信障害対策中継放送局及びコミュニティ放送局の無線設備の外部の転換装置で電波の質に影響を及ぼさないものを制御するものであれば、第三級総合無線通信士以上又は第二級陸上特殊無線技士以上で足りる。
例外を規定する電波法施行規則第33条の無線従事者を要しない「簡易な操作」から固定局に係わるものを抜粋する。
- 第4号(1)　特定無線局以外の陸上に開設した無線局でかつ海岸局、航空局、船上通信局、無線航行局、海岸地球局又は航空地球局以外のものの通信操作
  - 固定局も該当する。
- 第8号　その他に別に告示するもの
  - これに基づく告示[14]
    - 第3項第5号　プレストーク方式による無線電話の送受切替装置の技術操作

## 検査
- 落成検査は、適合表示無線設備を用いたものであれば省略される。これ以外でも一部を除き登録検査等事業者等による点検が可能でこの結果に基づき一部省略される。
- 定期検査は、電波法施行規則第41条の2の6第1号により次のものを除き行われる。周期は別表第5号第1号により5年。一部を除き登録検査等事業者等による検査が可能で、この結果に基づき検査が省略される。
  - 単一通信路のもの
  - 多重通信路のもののうち、下記以外のもの
    - RZSSB方式で142MHz～170MHz又は335.4～470MHzを使用するもの
    - 狭帯域デジタル通信方式で142MHz～170MHz、255MHz～275MHz又は335.4MHz～470MHzを使用するもの
    - 54MHz～70MHzを使用する市町村デジタル防災無線通信
- 変更検査は、落成検査と同様である。

## 沿革
1950年（昭和25年）　
- 電波法施行規則[15]制定時に定義、固定業務が「一定の固定地点の間の無線通信業務 」と定義
  - 免許の有効期間は5年。但し当初の有効期限は電波法施行の日から2年6ヶ月後（昭和27年11月30日）まで
  - 同時に「航空固定局」が「航空固定業務を行う無線局」と、「航空固定業務」が「航空、航空の準備及び航空の安全に関する情報を送信するための固定業務」と定義
- 電波法施行規則全部改正[16]時に、「放送中継局」が「放送中継業務を行う無線局」と、「放送中継業務」が「公衆に直接させることを目的とせず放送番組の中継及びこれに附帯する事務のための無線通信業務」と定義

1952年（昭和27年）- 12月1日に最初の再免許
- 以後、5年毎の11月30日に満了するように免許される。

1958年（昭和33年）- 放送中継業務は固定業務に統合され、放送中継局は固定局とみなされることに
1982年（昭和57年）- 固定業務の定義が現行のものに
1983年（昭和58年）- 外国公館が固定局を開設できることに
1993年（平成5年）
- 電波利用料制度化、電波法別表第6第9項の「その他の局」が適用[20]
- 電気通信業務用および公共業務用以外の固定局は無線業務日誌の備付けを要しないものに[21]

1996年（平成8年）- 携帯電話事業において基地局と固定局の二つの免許が必要であった無線局が陸上移動中継局として認められることに
1998年（平成10年）
- 外国籍の者が電気通信事業用固定局を開設できることに[23]
- 1900MHz帯を使用して端末設備又は自営電気通信設備と接続する電気通信業務用固定局は特定無線局に[24]

1999年（平成11年）- 航空固定業務は固定業務に統合され、航空固定局は固定局とみなされることに

2002年（平成14年）- 1900MHz帯電気通信業務用固定局は端末設備と接続するものに限って特定無線局とするものに

2008年（平成20年）- 端末設備と接続する1900MHz帯電気通信業務用固定局は特定無線局ではないものに

2009年（平成21年）- 固定局は全て無線業務日誌の備付けが不要に

2011年（平成23年）- 外国籍の者が電気通信業務用以外の固定局を開設できることに

| 年度                                                                                              | 総数    | 防災行政用 | 水防水利道路用 | 電気通信業務用 | 出典                 | 出典                           |
| ------------------------------------------------------------------------------------------------- | ------- | ---------- | -------------- | -------------- | -------------------- | ------------------------------ |
| 平成11年度末                                                                                      | 78,840  | 31,982     | 17,933         | 5,044          | 地域・局種別無線局数 | 平成11年度第4四半期末          |
| 平成12年度末                                                                                      | 83,251  | 34,088     | 19,411         | 5,772          | 地域・局種別無線局数 | 平成12年度第4四半期末          |
| 平成13年度末                                                                                      | 86,485  | 35,452     | 20,433         | 6,682          | 用途別無線局数       | H13 用途・業務・免許人・局種別 |
| 平成14年度末                                                                                      | 88,481  | 36,374     | 20,797         | 7,632          | 用途別無線局数       | H14 用途・局種別無線局数       |
| 平成15年度末                                                                                      | 91,823  | 37,781     | 21,216         | 8,917          | 用途別無線局数       | H15 用途・局種別無線局数       |
| 平成16年度末                                                                                      | 94,337  | 38,543     | 21,506         | 10,120         | 用途別無線局数       | H16 用途・局種別無線局数       |
| 平成17年度末                                                                                      | 99,031  | 39,697     | 21,775         | 14,562         | 用途別無線局数       | H17 用途・局種別無線局数       |
| 平成18年度末                                                                                      | 102,732 | 40,651     | 22,130         | 16,908         | 用途別無線局数       | H18 用途・局種別無線局数       |
| 平成19年度末                                                                                      | 103,346 | 40,815     | 22,264         | 17,710         | 用途別無線局数       | H19 用途・局種別無線局数       |
| 平成20年度末                                                                                      | 104,983 | 42,452     | 23,130         | 17,243         | 用途別無線局数       | H20 用途・局種別無線局数       |
| 平成21年度末                                                                                      | 105,566 | 43,083     | 23,242         | 17,218         | 用途別無線局数       | H21 用途・局種別無線局数       |
| 平成22年度末                                                                                      | 105,446 | 43,250     | 23,382         | 16,990         | 用途別無線局数       | H22 用途・局種別無線局数       |
| 平成23年度末                                                                                      | 104,481 | 42,987     | 23,405         | 16,753         | 用途別無線局数       | H23 用途・局種別無線局数       |
| 平成24年度末                                                                                      | 104,032 | 44,678     | 23,264         | 14,668         | 用途別無線局数       | H24 用途・局種別無線局数       |
| 平成25年度末                                                                                      | 105,400 | 46,465     | 23,167         | 14,418         | 用途別無線局数       | H25 用途・局種別無線局数       |
| 平成26年度末                                                                                      | 104,752 | 47,778     | 23,137         | 13,432         | 用途別無線局数       | H26 用途・局種別無線局数       |
| 平成27年度末                                                                                      | 104,547 | 49,182     | 23,062         | 12,399         | 用途別無線局数       | H27 用途・局種別無線局数       |
| 平成28年度末                                                                                      | 101,484 | 50,614     | 22,969         | 10,961         | 用途別無線局数       | H28 用途・局種別無線局数       |
| 平成29年度末                                                                                      | 105,566 | 43,083     | 23,242         | 17,218         | 用途別無線局数       | H29 用途・局種別無線局数       |
| 平成30年度末                                                                                      | 99,178  | 51,271     | 22,734         | 8,820          | 用途別無線局数       | H30 用途・局種別無線局数       |
| 令和元年度末                                                                                      | 98,723  | 53,013     | 22,591         | 7,371          | 用途別無線局数       | R01 用途・局種別無線局数       |
| 令和2年度末                                                                                       | 99,402  | 53,771     | 22,448         | 7,019          | 用途別無線局数       | R02 用途・局種別無線局数       |
| 令和3年度末                                                                                       | 96,689  | 52,012     | 22,278         | 6,772          | 用途別無線局数       | R03 用途・局種別無線局数       |
| 令和4年度末                                                                                       | 93,943  | 50,444     | 21,646         | 6,612          | 用途別無線局数       | R04 用途・局種別無線局数       |
| 令和5年度末                                                                                       | 93,440  | 50,412     | 21,638         | 6,496          | 用途別無線局数       | R05 用途・局種別無線局数       |
| 注 平成14年度から平成16年度にかけて特定無線局として免許されたものがあり開設局数が計上されている。 |         |            |                |                |                      |                                |

## その他
電波法令上の定義とは別に移動しない無線局を固定局と呼ぶことがある。例として、
- アマチュア局は、空中線電力が50Wを超えると移動することはできない[32]。この移動しないアマチュア局を固定局と呼ぶ。
- 特定ラジオマイク運用調整機構は、陸上移動局である特定ラジオマイクについて、無線局免許状の移動範囲が、「免許人の業務区域内」（劇場、ホールなど限定された施設内）であるものを固定局と呼ぶ。[33]